# Loma Smith
Loma Smith, geborene Loma Moulton, (* 15. August 1913; † 21. Juni 2006 in Pebble Beach, Kalifornien) war eine US-amerikanische Badminton- und Golfspielerin.

## Karriere
Loma Smith siegte im Badminton 1949, 1950 und 1951 bei den offen ausgetragenen nationalen Titelkämpfen. Im Golf gewann sie 1964 und 1965 die USGA Senior Women’s Amateur Championship. Auch im Tischtennis und Tennis konnte sie Erfolge auf nationaler Ebene feiern. Zum Golf wechselte sie aus Liebe zu ihrem Mann, Hulet Smith, welchen sie 1941 heiratete.